# Épreuve contractuelle

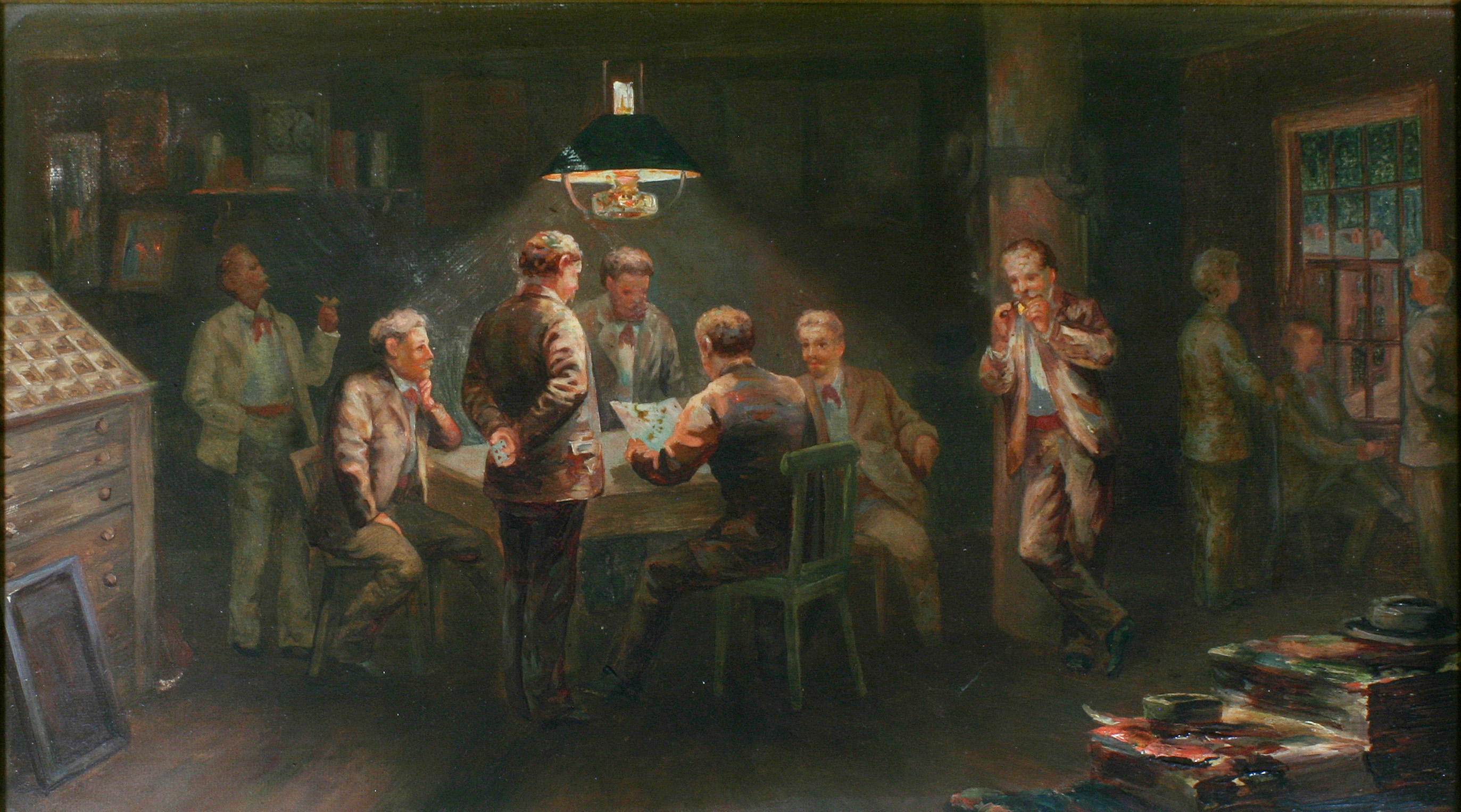
Un client examine une épreuve dans une imprimerie (huile sur toile, tournant du XXe siècle).

En imprimerie, l'épreuve contractuelle est la dernière étape avant l'impression : on effectue une simulation de l'impression d'après les éléments finalisés.
Cette épreuve est soumise au client pour qu'il vérifie la conformité de la mise en page, des textes et des images (colorimétrie en particulier). Le client peut demander des corrections ou des modifications ; une nouvelle épreuve lui sera alors soumise.
Quand tout est conforme, il signe cette épreuve et y appose la mention « bon à tirer » ou « BAT ». Ce document est dès lors contractuel, il indique l'approbation du client et engage l'imprimeur à obtenir le résultat attendu. 

## Techniques
Différentes techniques sont utilisées pour réaliser ces épreuves :
- de manière analogique : à partir des quatre films de la quadrichromie (épreuve de type Cromalin, MatchPrint...) ;

- de manière numérique : à partir du fichier numérique (sur disque dur ou clé USB) finalisé : systèmes à sublimation thermique (Iris, Cromalin Digital) ou imprimantes à jet d'encre étalonnées.